# ТГК2
Тепловоз ТГК2 — серійний радянський маневровий і промисловий тепловоз з гідропередачею, побудований на Калузькому машинобудівному заводі.

## Історія
Паралельно з випуском двовісних тепловозів ТГК (1958—1962) Калузький машинобудівний завод спроектував і 1960-го почав випуск потужнішого двовісного тепловоза, який отримав позначення ТГК2 (Тепловоз з Гідропередачею Калузького заводу, тип 2), призначеного для роботи на коліях промислових підприємств і як маневрового локомотива на станціях залізниці з максимальною масою причіпного складу на майданчику до 700 тонн.
Калузький завод будував ці тепловози до 2008. Зараз будується модернізована версія тепловоза — 'ТГК2-М, яка відрізняється збільшенням потужності дизеля і дещо збільшеною масою тепловоза. З 1960 було випущено понад 9000 локомотивів серії ТГК2.
Експортний варіант тепловоза позначався ТГК2-Э, поставлявся до НДР на Німецькі залізниці (183 локомотиви), до Чехословаччини на Чехословацькі залізниці (55) і до Польщу на Польські державні залізниці.

## Конструкція
Порівняно з попередньою серією (ТГК), в новому тепловозі був реконструйований кузов, зменшена ширина локомотива і в систему ресорного підвішування додані циліндричні пружини. Капотний кузов встановлювався на листовий рамі. Букси щелепного типу з роликовими підшипниками.
Дизельний двигун — шестициліндровий чотиритактний У1Д6-250ТК з газотурбінним наддувом виробництва Свердловського турбомоторного заводу. Передача потужності від двигуна осям здійснювалася гідротрансформатором ГТК-II комплексного типу, реверсивною двоступеневою коробкою передач, карданними валами і осьовими редукторами.
Кабіна машиніста і капот машинного відділення — зварної конструкції. Стінки кабіни і капоту виконані з теплозвукоізоляцією.
Тепловоз мав системи: охолодження двигуна, паливну, пневматичну, систему електрообладнання, а також контрольно-вимірювальну апаратуру і прилади керування.
Управління теловозом здійснювалося з двостороннього посту.
Гальмо тепловоза — колодкове двостороннє з пневматичним і ручним приводами. Для управління гальмами причіпного складу на тепловозі передбачений кран машиніста.
Тепловоз обладнаний світловою та звуковою сигналізаціями, підігрівачем для прогрівання систем двигуна перед пуском в холодну пору року, пісочницями з пневматичним приводом, опаленням і вентиляцією в кабіні машиніста.